# Pierre Singaravélou
Pour le géographe, voir Singaravelou.
Pierre Singaravélou, né en 1977, est un historien français spécialiste des empires coloniaux et de la mondialisation. Il est British Academy Global Professor au King's College de Londres et professeur à l'université Paris I Panthéon-Sorbonne.

## Biographie
Pierre Singaravélou est le fils du géographe Singaravelou.
Diplômé de Sciences Po Paris (2005), agrégé et docteur en histoire (2007), il est maître de conférences (2009) puis, à partir de 2015, professeur des universités en histoire contemporaine à l'université Panthéon-Sorbonne et membre de l'Institut universitaire de France. Pierre Singaravélou est également corédacteur en chef de la revue Monde(s) et membre du comité de rédaction des revues Le Mouvement social et La Vie des idées. En 2015, il est nommé directeur des Publications de la Sorbonne à la place de l'historien médiéviste Patrick Boucheron, élu au Collège de France. En 2019, il est élu par la British Academy "Global Professor" au King's College de Londres : il fait partie de la première promotion de dix chercheurs recrutés dans le monde entier pour enseigner au Royaume-Uni.
Il a publié plusieurs ouvrages sur la production des savoirs en situation coloniale, la construction territoriale des empires, la circulation des élites dans les empires coloniaux, la diffusion des pratiques culturelles dans les sociétés coloniales, les relations entre colonisation et mondialisation.
Sa thèse de 2007 a été remaniée et publiée en 2011 sous le titre Professer l'Empire. Les « Sciences coloniales » en France sous la IIIe République.
Il s'intéresse dans cette étude aux institutions chargées de diffuser la « science coloniale », durant la Belle Époque, au cœur de la IIIe République. Il démontre que les « sciences coloniales » ont largement contribué, en France, à l'essor de la géographie, de l'histoire, de l'économie, du droit, de l'ethnologie tout en légitimant les conquêtes coloniales et la « mission civilisatrice » de la France. Elles ont participé à créer une « bonne conscience » coloniale en France.
Parallèlement, il mène avec Quentin Deluermoz des recherches sur l'analyse contrefactuelle en histoire, une approche assez ignorée en France et assimilée à un genre littéraire, l’uchronie, mais qui est un domaine de recherche dans le monde universitaire anglo-saxon, avec des échanges épistémologiques et des colloques internationaux dédiés. Pierre Singaravélou et Quentin Deluermoz proposent dans leur ouvrage une démarche singulière ("l'histoire des possibles") et un nouvel outil pédagogique ("atelier d'histoire partagée").
En 2017, il coordonne l'Histoire mondiale de la France, avec Nicolas Delalande, Florian Mazel, et Yann Potin, sous la direction de Patrick Boucheron. Cet ouvrage rencontre un grand succès de librairie et suscite un débat public en France.
En 2020-2021, Pierre Singaravélou est invité au Musée d'Orsay afin de développer le programme de recherches "Les Mondes d'Orsay" qui resitue les collections du Musée dans l'histoire mondiale du XIXe siècle.
En 2022, il succède à Neil MacGregor, ancien président du British Museum, comme titulaire de la Chaire du Louvre consacrée à l'étude des musées disparus du XIXe siècle (musée ethnographique, musée algérien, musée mexicain, musée espagnol, musée chinois, etc.).
En 2024, son livre Fantômes du Louvre est couronné par le Prix d'Académie, "Grand Prix" de l'Académie française.  

## Exposition Une autre Histoire du Monde
Pierre Singaravélou a assuré, avec Fabrice Argounès et Camille Faucourt, le commissariat général de l’exposition « Une autre Histoire du monde », présentée au MUCEM de Marseille, en 2023-2024. Il s'agit d'une exposition-manifeste, destinée à repenser les collections et le parcours des musées ethnographiques et de société en Europe et dans le reste du monde. L’exposition propose de parcourir l’Histoire du monde du XIIIe au XXIe siècle en abandonnant la perspective occidentale. Elle révèle la diversité des expériences africaines, asiatiques, américaines et océaniennes et donne à voir d’autres mondialisations, dont l’Europe n’est pas le seul moteur. Les œuvres présentées permettent d’appréhender le rapport au temps et à l’espace des sociétés en dehors de l’Europe tout en mettant en lumière leur manière d’écrire l’Histoire, la réappropriation de leur mémoire, et la mise en scène de leur résistance aux colonisateurs.

## Ouvrages
- L' École française d'Extrême-Orient ou L'institution des marges (1898-1956). Essai d'histoire sociale et politique de la science coloniale, Paris : L'Harmattan, coll. « Recherches asiatiques », 1999[13],[14].
- L'Empire des géographes. Géographie, exploration et colonisation 19e-20e s., Paris : Belin, coll. « Mappemonde », 2008, 287 p.  (ISBN 978-2-7011-4677-5)[15].
- Au sommet de l'Empire. Les Élites européennes dans les colonies du 16e au 20e siècle (dir. avec Claire Laux et François-Joseph Ruggiu), Bruxelles : Peter Lang, coll. « Enjeux internationaux », 2009.
- L'Empire des sports. Une histoire de la mondialisation culturelle (dir. avec Julien Sorez), Paris : Belin, coll. « Histoire & Société », 2010[16],[17].
- Territoires impériaux. Une histoire spatiale du fait colonial (dir. avec Hélène Blais et Florence Deprest), Paris : Publications de la Sorbonne, 2011.
- Professer l'Empire. Les « Sciences coloniales » en France sous la IIIe République, Paris : Publications de la Sorbonne, 2011. Texte remanié de la thèse de 2007[6].
- Atlas des Empires coloniaux 19e-20e siècles, avec Jean-François Klein et Marie -Albane de Suremain, Paris, Autrement, coll. « Atlas », 2012[18].
- Les Empires coloniaux. XIXe – XXe siècle (dir.), Paris, Éditions du Seuil, coll. « Points Histoire », 2013[19].
- Pour une histoire des possibles. Analyses contrefactuelles et futurs non advenus (avec Quentin Deluermoz), Paris, Le Seuil, coll. « L'Univers historique », 2016 (BNF 44518698).
- Histoire mondiale de la France, dirigée avec Patrick Boucheron, Nicolas Delalande, Florian Mazel, Yann Potin, Paris, Le Seuil, 2017, 790 p.   (ISBN 978-2-02-133629-0), (SUDOC 197820093).
- Tianjin Cosmopolis. Une autre histoire de la mondialisation, Paris, Le Seuil, coll. « L'Univers historique », 2017, 380 pages  (ISBN 978-2-021-219197)[20]
- Histoire du Monde au xixe siècle, dirigée avec Sylvain Venayre, Fayard, 2017[21]
- Le Monde vu d'Asie. Une histoire cartographique (avec Fabrice Argounès), Paris, Le Seuil, 2018.
- Décolonisations (avec Karim Miské et Marc Ball), Paris, Le Seuil/Arte éditions, 2020.
- Dictionnaire historique de la comparaison (avec N. Delalande, B. Joyeux, M-B. Vincent), Paris, Éditions de la Sorbonne, 2020.
- Le Magasin du Monde. La mondialisation par les objets du xviiie siècle à nos jours (dir. avec S. Venayre), Paris, Fayard, 2020[22],[23]
- Les Mondes d'Orsay, Paris, Le Seuil / Musée d'Orsay, 2021.
- L'Épicerie du monde. La mondialisation par les produits alimentaires du xviiie siècle à nos jours, direction avec Sylvain Venayre, Paris, Fayard, 2022. Prix Anthony Rowley des Rendez-vous de l'histoire 2022.
- Colonisations. Notre histoire (dir.), éditions du Seuil, septembre 2023,  (ISBN 978-2-02-149415-0).
- Fantômes du Louvre. Les musées disparus du XIXe siècle, Paris, éditions du Louvre/Hazan, 2023.
- Une autre histoire du monde (avec F. Argounès et C. Faucourt), Gallimard/Mucem, 2023.
- Aux confins de la loi. La nature, les colonies, l'espace (avec Samantha Besson et Dario Mantovani), Toulouse, Anacharsis, 2025.

## Filmographie
- 2020 : Décolonisations - Série documentaire en 3 épisodes de 52 minutes (Program33), coécrite avec les réalisateurs Karim Miské et Marc Ball, avec la voix du comédien Reda Kateb, diffusée le 7 janvier sur ARTE et le 4 janvier, le 11 et le 18 janvier sur la RTBF. La série Décolonisations obtient le Grand prix international du documentaire d'auteur de l'Union Radiophonique et Télévisuelle Internationale (Unesco) en novembre 2020.
- 2023 : La Chine, Rêves et Cauchemars - Série documentaire en 3 épisodes de 52 minutes (Program33)[24], coécrite avec les réalisateurs Karim Miské et la réalisatrice Ilana Navaro et diffusée par Arte.

## Expositions
- 2018 : Le Monde vu d'Asie. Au fil des cartes, commissariat général, Musée National des Arts Asiatiques - Guimet.
- 2020-2021 : Les Mondes numériques d'Orsay. Une histoire connectée des collections, conception et commissariat, Musée d'Orsay.
- 2021-2022 : Mapping the World. Perspectives from Asian cartography, General Curator, National Library of Singapore
- 2022 : Les fantômes du Louvre. Les musées disparus du XIXe siècle, Chaire du Louvre, Musée du Louvre.
- 2023-2024: Une autre histoire du monde, Mucem.
- 2025: Mapping Nunaat. Rethinking Greenland Cartographies, Greenland National Museum.